# Philippe Haezebrouck

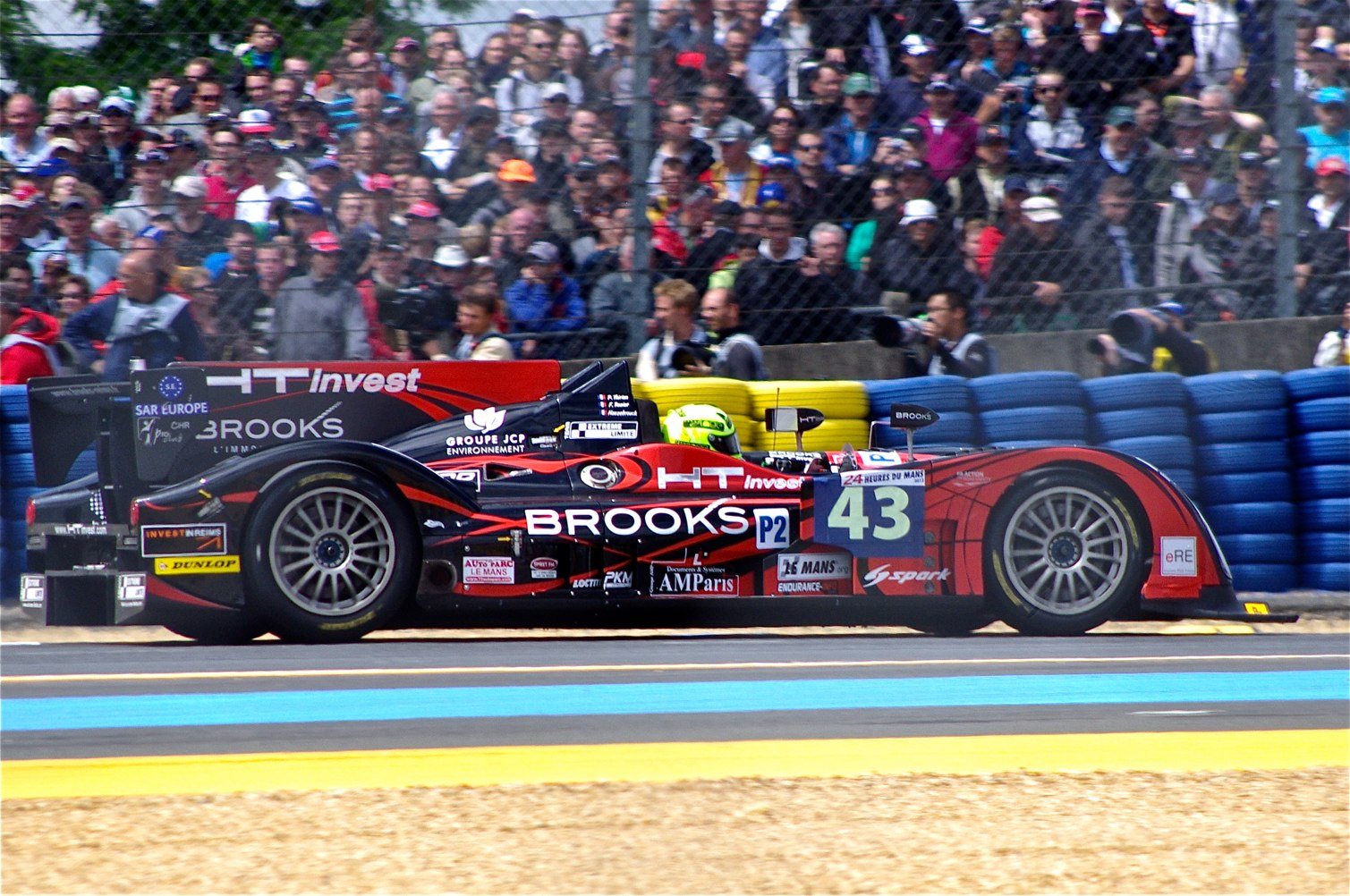
Der Norma MP2000 von Fabien Rosier, Philippe Thirion und Philippe Haezebrouck beim 24-Stunden-Rennen von Le Mans 2012

Philippe Haezebrouck (* 7. November 1954 in Reims) ist ein französischer Unternehmer und ehemaliger Autorennfahrer.

## Karriere als Rennfahrer
Philippe Haezebrouck wurde als Touren- und Sportwagenpilot bekannt. Er fuhr viele Jahre in der französischen Tourenwagen-Meisterschaft und in den 1980er-Jahren auch einige Rennen in der Tourenwagen-Europameisterschaft. 2001 gab er für Freisinger Motorsport sein Debüt beim 24-Stunden-Rennen von Le Mans. Teamkollegen im Porsche 996 GT3 RS waren Gunnar Jeannette und Romain Dumas. Das Trio erreichte den siebten Rang in der Gesamtwertung und hinter Gabrio Rosa/Fabio Babini/Luca Drudi (ebenfalls im Porsche 996 GT3 RS) den zweiten Rang in der GT-Klasse.
Die Karriere von Haezebrouck begann 1978 und dauerte 3 Jahrzehnte. In dieser Zeit startete er fünfmal in Le Mans, letztmals 2013. Er war regelmäßiger Starter beim 24-Stunden-Rennen von Spa-Francorchamps mit dem vierten Rang 1986 als bestem Ergebnis. Er fuhr in der European Le Mans Series, unterschiedlichen Renault-Markenpokalen und gewann 2010 die Gesamtwertung der Single-seater V de V Challenge.

## Unternehmer
Philippe Haezebrouck ist in seiner Heimatstadt Reims als Immobilienmakler tätig und vertreibt vor allem große Liegenschaften in der Champagne.

## Statistik

### Le-Mans-Ergebnisse
| Jahr | Team                    | Fahrzeug           | Teamkollege      | Teamkollege           | Platzierung     | Ausfallgrund       |
| ---- | ----------------------- | ------------------ | ---------------- | --------------------- | --------------- | ------------------ |
| 2001 | Freisinger Motorsport   | Porsche 996 GT3 RS | Gunnar Jeannette | Romain Dumas          | Rang 7          |                    |
| 2005 | Pir Competition         | Pilbeam MP93       | Pierre Bruneau   | Marc Rostan           | Ausfall         | Technischer Defekt |
| 2011 | Extrême Limite AM Paris | Norma M200P        | Fabien Rosier    | Jean-René de Fournoux | nicht klassiert |                    |
| 2012 | Extrême Limite ARIC     | Norma MP2000       | Fabien Rosier    | Philippe Thirion      | Rang 29         |                    |
| 2013 | Gulf Racing Middle East | Lola B12/80        | Keiko Ihara      | Fabien Giroix         | Ausfall         | Motorschaden       |
| 2020 | Team Project 1          | Porsche 911 RSR    | Julien Piguet    | Andreas Laskaratos    | Rang 43         |                    |